# Dècada del 1830
Formalment, la dècada del 1830 comprèn el període que va des de l'1 de gener de 1830 fins al 31 de desembre de 1839.

## Política
La dècada del 1839 en política està marcada per l'auge de les idees liberals als països occidentals i els canvis en els mapes per l'imperialisme a Àsia i Àfrica i l'emancipació colonial i l'establiment de nous països a Amèrica. La decadència de l'Imperi Otomà s'aguditza amb la pèrdua de diversos territoris i un augment de la inestabilitat interna.

### Europa
Europa viu la segona onada de revolucions liberals, que es va iniciar amb la revolució francesa de Juliol, un aixecament popular que culminà amb un canvi de monarquia per frenar els abusos de poder reials. Inclou la revolta polonesa del 1830, on els polonesos s'aixecaren contra el govern rus i foren esclafats un any després, i l'aixecament bosni contra els otomans, que acabà igualment en un fracàs. Sí que va triomfar, per contra, la revolució belga, on Bèlgica assoliria la independència del Regne Unit dels Països Baixos i es convertiria en una monarquia liberal sota Leopold I de Bèlgica. Un altre país que aconsegueix la independència és Grècia, que finalitzà una guerra que havia mobilitzat partidaris a tot Europa. Les revoltes a Itàlia ajudaren a consolidar el sentiment nacionalista que volia unificar tot el país.
Espanya viu immersa en un conflicte dinàstic, ja que a la mort de Ferran VII puja al tron la seva filla menor d'edat Isabel II d'Espanya, fet que subleva els partidaris del germà del difunt, Carles Maria Isidre i fa començar la primera Guerra Carlina en 1833. Els isabelins van comptar amb el suport liberal, d'auge a la península després de les revoltes europees, i els carlins amb els absolutistes, gran part de la pagesia i els defensors dels furs i lleis tradicionals. Catalunya es posicionà en un primer moment a favor dels carlins per la seva promesa de respectar les institucions pròpies i afavorir el proteccionisme econòmic. La victòria isabelina va implicar la instauració d'un govern centralista que trobà l'oposició del naixent catalanisme polític.

### Amèrica
Els Estats Units continuen sumits en la polèmica sobre l'abolicionisme i l'esclavatge. Diversos estats proclamen lleis contra el tràfic i comerç de persones, mentre que d'altres reforcen el control sobre els esclaus de les plantacions i granges (els quals protagonitzen diverses revoltes i fugides massives). Aquesta divisió anirà eixamplant les diferències entre les regions del país, amb escrits als diaris dels partidaris de mantenir i abolir la tinença d'esclaus i amplis debats entre els ciutadans. Mentrestant continua el poblament de l'oest, amb l'expansió dels colons i les topades que això suposa amb diverses tribus d'indis. Texas s'independitza de Mèxic i passa a formar part dels Estats Units.
Al centre i el sud del continent americà esclaten diversos conflictes per definir les fronteres dels nous estats sorgits des de la independència d'Espanya i per definir el model de govern en cada pas. Es creen i es dissolen associacions de països fins que es va configurant un nou mapa d'estats sobirans. Es redacten les constitucions nacionals amb influència de les idees liberals que triomfen a Europa.

### Àfrica
Muhàmmad Alí Paixà, líder d'Egipte, continua la seva política expansiva internacional, amb la conquesta de Síria, Palestina i diverses ciutats estratègiques del Mediterrani oriental. Pacta amb els governs europeus suport puntual, però aquests veuen amb recel el seu auge a la regió i s'inicia un període d'hostilitats.
França, per la seva banda, conquereix la futura Algèria, iniciant la batalla pel control d'Àfrica amb Anglaterra. Algèria passa a ser colònia francesa, una de les més longeves. La resistència local, fidel al regnat otomà, continuarà durant tota la dècada.

### Àsia i Oceania
La Xina va intentar frenar el comerç internacional d'opi, que els britànics conreaven a l'Índia i venien a la Xina per després poder destinar els beneficis a adquirir manufactures com la porcellana o robes de seda. Els anglesos, alarmats per la pèrdua d'ingressos que podia suposar aquest veto, van decidir enviar les seves tropes i així es va iniciar la Primera Guerra de l'Opi. Un altre conflicte imperialista que esclatà en aquesta dècada fou la Primera guerra angloafganesa (1838), on els britànics intentaven reduir la influència russa sobre l'Agfanistan.
Al Pacífic, s'incrementen les colònies anglosaxones a Austràlia i Nova Zelanda, amb la fundació de ciutats i acaparament de terres per parts del creixent flux d'immigrats. Això portarà a una conflictivitat creixent amb els pobles indígenes, amb atacs a granges, matances, saquejos a diversos indrets.

## Ciència i tecnologia
En l'àmbit de les matemàtiques, Évariste Galois presenta una regla general per a la solvència de les equacions algebràiques el 1832, i per tant, gestant la teoria de grups i la teoria de Galois. També al mateix any, Peter Gustav Lejeune Dirichlet prova el darrer teorema de Fermat per a n = 14. En aquest camp o en l'incipient de la informàtica, Charles Babbage dissenya conceptualment la "màquina analítica" el 1834, un precursor mecànic de l'ordinador modern que no seria construït fins més enllà de la mort de Babage. Adolphe Quetelet publica Sur l'homme et le développement de ses facultés, ou Essai de physique sociale (1835) on perfila la seva teoria de la "física social" i on descriu el concepte "home mitjà" (l'homme moyen) i que serien els valors mitjans de les variables mesurades que segueixen una distribució normal.
El 1837 Peter Gustav Lejeune Dirichlet va publicar el teorema de la progressió aritmètica fent ús de conceptes d'anàlisi matemàtica per fer front a un problema algebraic i en conseqüència, creava així la branca de la teoria analítica de nombres. Per demostrar el teorema, introdueix el caràcter de Dirichlet i sèries L. Bernard Bolzano publica Wissenschaftslehre (1837, 'Teoria de la ciència'), un treball de quatre volums on intenta d'elaborar una teoria del coneixement i de la ciència completa. William Rowan Hamilton tracta als nombres complexos com parells ordenats de nombres reals. Per acabar el 1837, Pierre Wantzel demostra que diversos problemes geomètrics antics com la duplicació del cub i la trisecció de l'angle són impossibles de resoldre utilitzant només regle i compàs. L'any 1838 Augustus De Morgan introdueix el terme "inducció matemàtica" i S. D. Poisson publica Recherches sur la probabilité des jugements en matière criminelle et en matière civile que conté el seu treball sobre la teoria de la probabilitat i la introducció de distribució de Poisson.

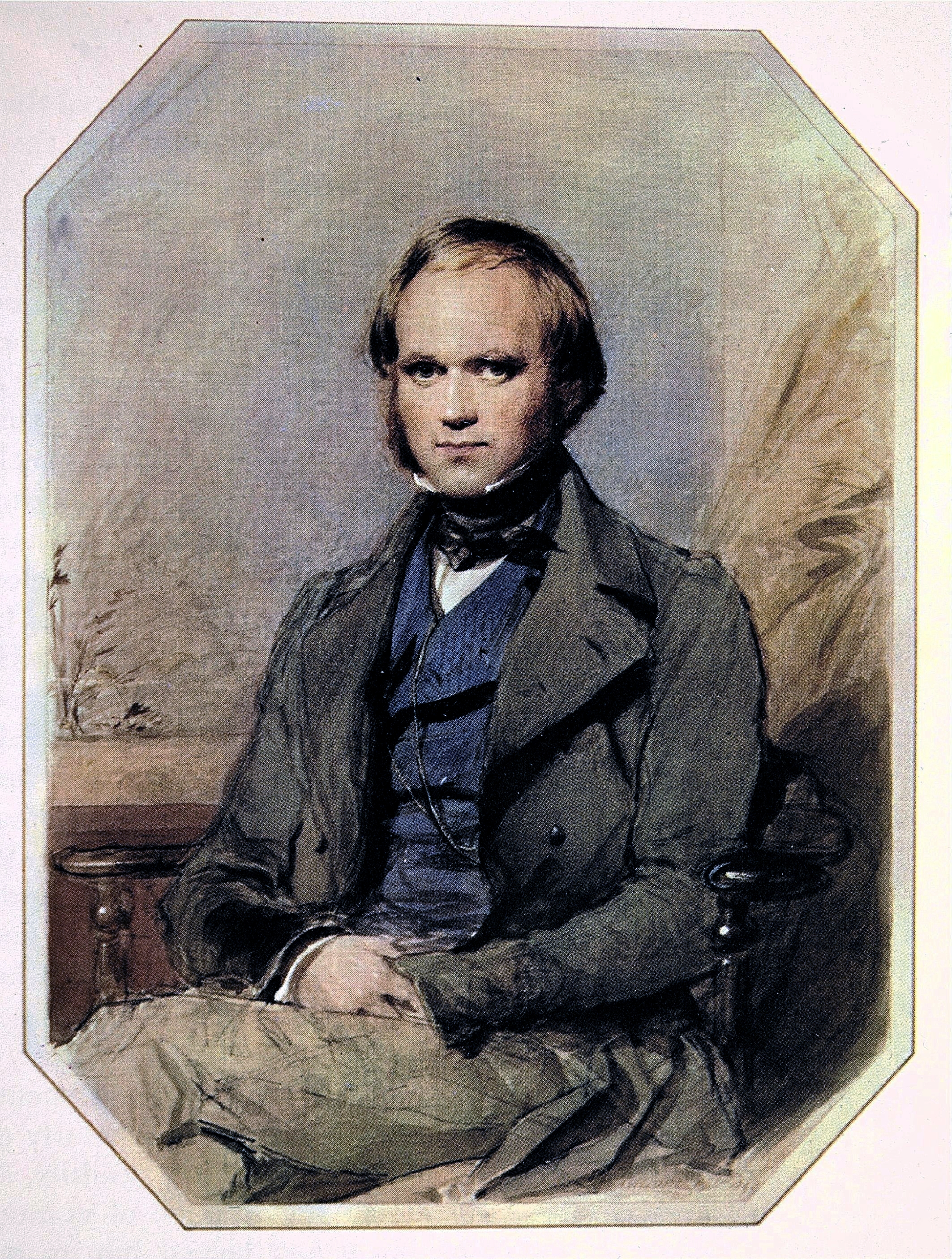
Retrat de Darwin per George Richmond

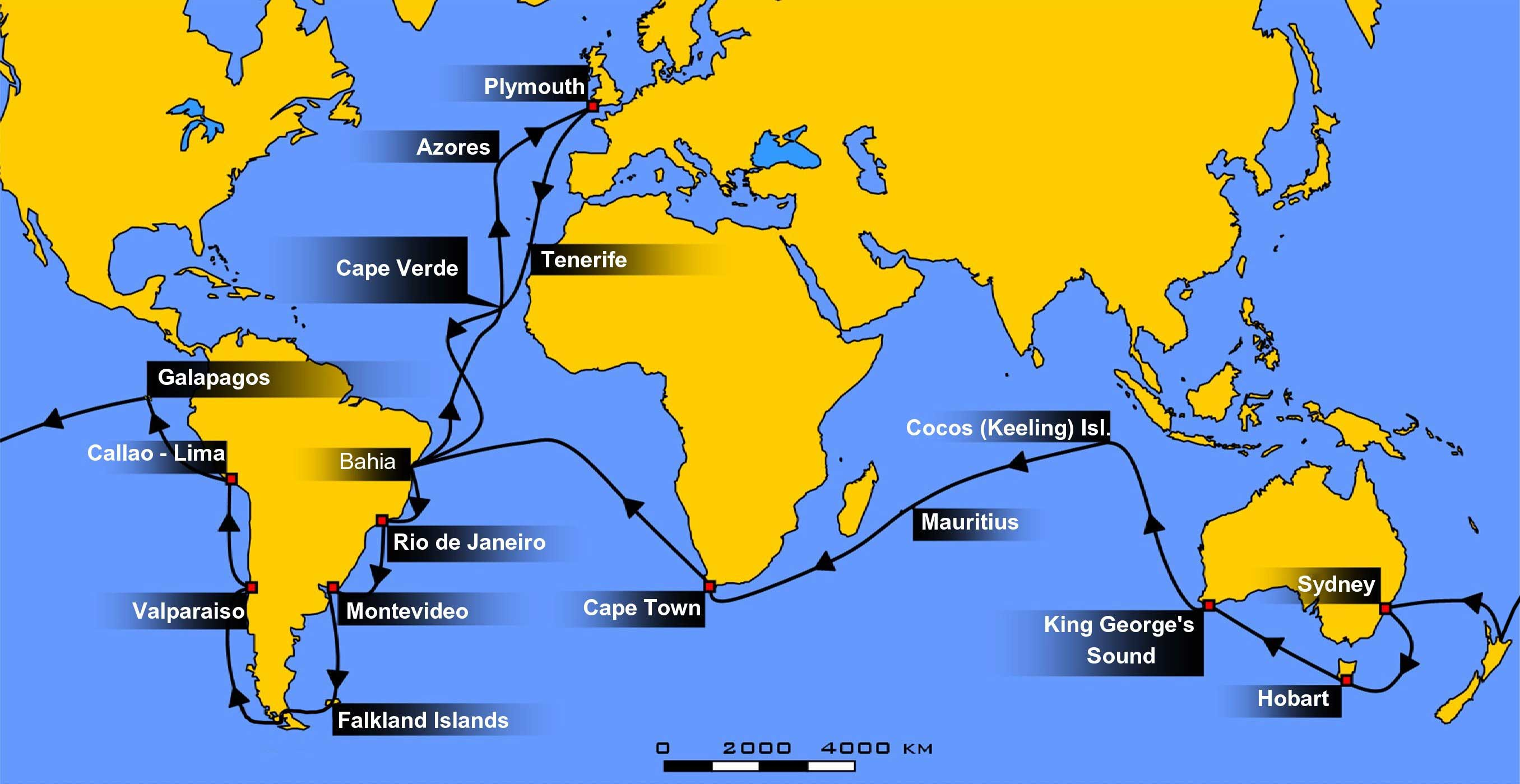
Traçat del HMS Beagle

Un dels esdeveniments científics de la dècada, i específicament de la biologia, va ser el viatge del naturalista Charles Darwin (1831-1836) a bord del HMS Beagle. Salpà el 27 de desembre del 1831 i retornà a Anglaterra el 2 d'octubre de 1836, després d'haver recollit un reguitzell de dades biològiques claus per gestar posteriorment la teoria de l'evolució. Durant els 5 anys de viatge es succeïren les terres visitades com per exemple les illes Galàpagos (15 setembre de 1835), Tahití (15 novembre de 1835), Nova Zelanda (19 de desembre de 1835) o Sydney (12 de gener de 1836), entre d'altres. També ascendí a la Green Mountain de l'Illa de l'Ascensió el 20 de juliol de 1836 caracteritzada per ser una zona àrida i feta de roca volcànica, quan el HMS Beagle feia camí en direcció Amèrica del Sud. Finalment, deixà Amèrica del Sud el 17 d'agost del 1836 per dirigir-se cap a casa de nou.
No menys important va ser el descobriment de les proteïnes el 1838 per part del químic neerlandès Gerardus Johannes Mulder, qui les descrigué, i el químic suec Jöns Jakob Berzelius, qui els donà aquest nom.

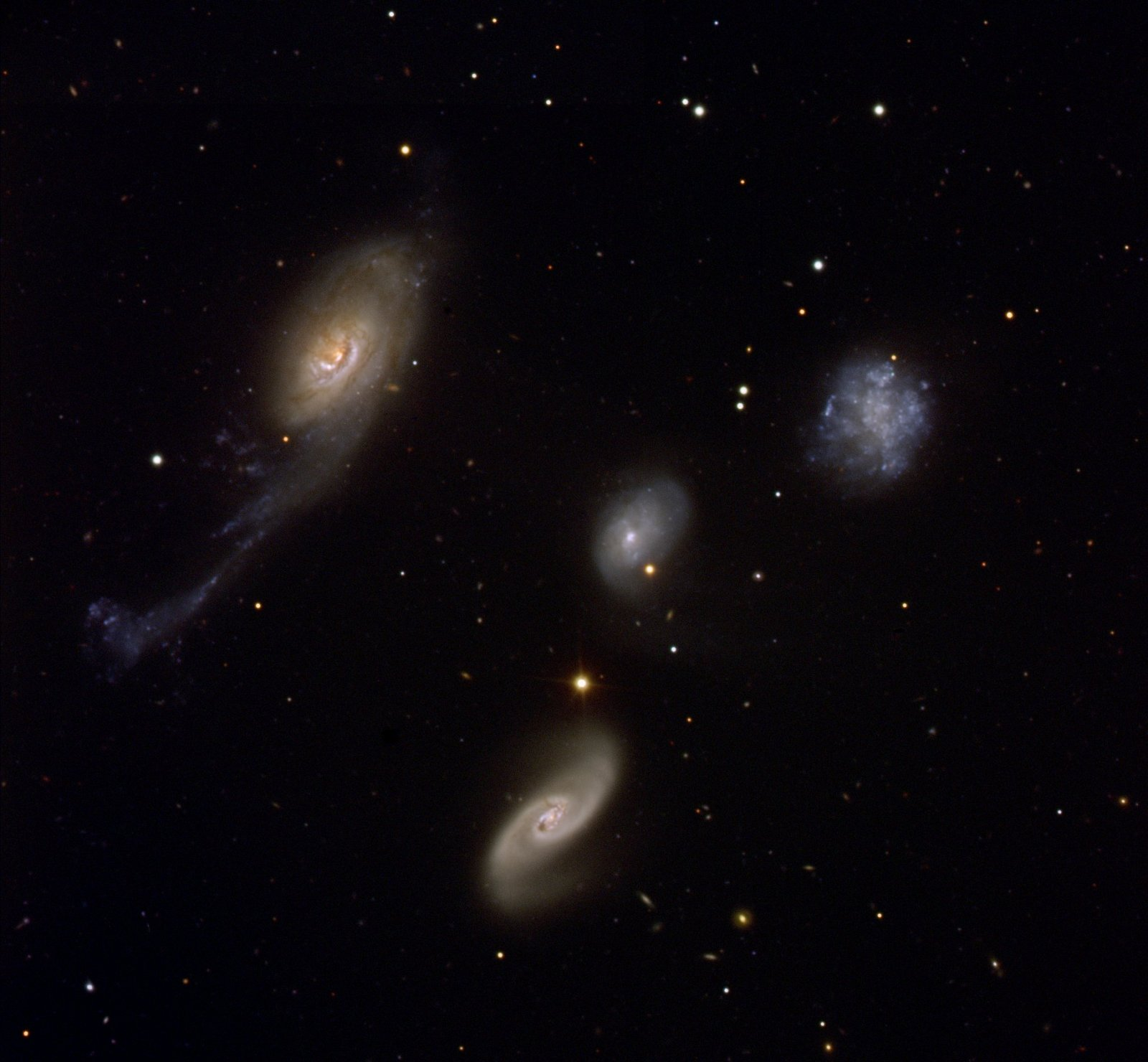
Robert's Quartet

Pel que fa a l'astronomia, John Herschel descobreix el Quartet de Robert (NGC 87, NGC 88, NGC 89 i NGC 92) al llarg de la dècada, un grup compacte de galàxies a uns 160 milions d'anys llum aproximadament. El mateix Herschel localitza el 14 de març de 1834 un cúmul obert d'estrelles i una regió H II que actualment es coneix com a NGC 3603. El 15 de maig de 1836 es va documentar per primer cop el fenomen Francis Baily que es produeix durant els eclipsis de sol i que porten el nom en honor del seu descobrir Francis Baily. A les acaballes del decenni, el 1838, Friedrich Bessel va calcular acuradament per primera vegada la distància interestel·lar d'una estrella (61 Cygni) mitjançant paral·laxi.
Durant la dècada de 1830 es van fer diversos descobriments claus sobre l'electricitat. Michael Faraday i Joseph Henry van descobrir de manera independent la inducció electromagnètica el 1831, tanmateix, Faraday va ser el primer a publicar els resultats dels seus experiments. La inducció electromagnètica és la producció d'una diferència de potencial (voltatge) mitjançant un conductor quan s'exposa a un camp magnètic variable. Aquest descobriment va ser essencial per a la invenció de transformadors, inductors, i molts tipus de motors elèctrics, generadors i solenoides. El 1834 Michael Faraday va publicar la seva investigació sobre les relacions quantitatives en les reaccions electroquímiques, actualment coneguda com a Llei de Faraday de l'electròlisi.
En l'àmbit de la fotografia, H. Fox Talbot exposa els primers negatius de la història a l'Abadia de Lacock (Anglaterra). L'any 1839 es va anunciar i difondre oficialment el daguerreotip, el primer procediment fotogràfic, inventat per un dels pares de la fotografia, Louis Daguerre. Daguerre va fer la primera fotografia de la lluna el 2 de gener de 1939, encara que no es conserva.

## Literatura
A la majoria d'Europa aquesta època coincideix amb el romanticisme ple, com Polònia (amb l'obra de Juliusz Słowacki) o les lletres txeques (amb figures com Karel Hynek Mácha). També Espanya s'insereix en aquest corrent, amb l'obra de José de Espronceda. Aquest trasllada a les lletres espanyoles temes com l'autor maleït, la fascinació pels personatges marginats de la societat, l'extrema passió o la relació entre l'ànima del poeta i el paisatge, temàtiques que havien triomfat ja en altres països. Mariano José de Larra s'uneix a la reivindicació política des dels seus articles de premsa.
S'inicia la Renaixença de la literatura catalana, amb autors com Bonaventura Carles Aribau. Els estils romàntics europeus impregnen tots els gèneres: prosa (diari El Vapor), poesia (el mateix Aribau) o teatre (Abdó Terrades i Poli). S'uneixen els cànons romàntics amb reivindicacions lligades a la llengua, per recuperar-ne el prestigi entre les classes cultes.
Al costat d'aquests autors romàntics, altres escriptors inicien una transició cap al realisme, com ara Charles Dickens, qui començarà a descriure la realitat amb una suposada objectivitat a les seves novel·les però encara amb un sentimentalisme propi de dècades precedents. A França, però, es troben ja autors plenament realistes, com els llibres primerencs d'Honoré de Balzac, qui pretenia reflectir totes les classes socials a la seva obra, però no des d'un punt de vista idealitzat i costumista com els escriptors romàntics, sinó amb les exigències del nou estil literari.

## Esdeveniments
- Guerres carlines
- Descoberta la proteïna
- Invenció del croquet
- Auge del romanticisme
- Creació de Bèlgica
- Independència de Grècia
- Comença l'explotació massiva del ferrocarril

## Personatges destacats
- Bonaventura Carles Aribau
- Charles Robert Darwin
- Ferran VII d'Espanya
- Victòria I del Regne Unit
- Richard Wagner
- Honoré de Balzac[38]